# Euploea imitata
Euploea imitata är en fjärilsart som beskrevs av Butler 1870. Euploea imitata ingår i släktet Euploea och familjen praktfjärilar. Inga underarter finns listade i Catalogue of Life.